# Гочияев, Ачимез Шагабанович
Ачиме́з (Ачемез) Шагаба́нович Гочия́ев (р. 28 сентября 1970, г. Карачаевск, Карачаево-Черкесская АССР, РСФСР, СССР) — лидер карачаевских ваххабитов. Один из организаторов террористических актов, в том числе взрывов жилых домов в Москве и Волгодонске в сентябре 1999 года, единственный из них, до сих пор находящийся в розыске. Исчез, получив от Хаттаба значительную сумму денег на подготовку и проведение серии терактов, осуществлённых в Ставропольском крае в 2001 году, не расплатившись с исполнителями.

## Биография
Окончил карачаевскую среднюю школу № 3, затем поступил на исторический факультет Карачаево-Черкесского педагогического университета. Не проучившись двух курсов, бросил учёбу и ушёл на срочную службу в армию. В октябре 1990 года, за 3 месяца до увольнения в запас, бежал из своей части — тяжело заболела его мать. Как она рассказывала, Ачимез всегда жалел её: «Только мне стало плохо, он сразу бросил все и примчался ко мне». Дезертира объявили в розыск, но дело быстро замяли: его задним числом уволили в запас и выдали на руки военный билет (отмечают, что военная прокуратура в известность об этом не была поставлена, и Гочияев продолжал числиться беглецом). По одному из свидетельств, в 1990—1996 годах жил в Москве, где занимался строительством, получал немалые деньги, однако крупно проигравшись в казино, влез в долги, которые не мог вернуть, после чего возвратился в Карачаевск.
После женитьбы на Мадине Абаевой, чья семья была известна в Карачаевске своими радикальными религиозными воззрениями, сблизился с ваххабитами (отмечают, что мать Гочияева была против этого брака). В 1997 году Гочияев поехал учиться в медресе «Йолдыз» в Набережных Челнах, где познакомился с Денисом Сайтаковым. Позже они вместе с Сайтаковым прошли подготовку в одном из диверсионно-террористических лагерей Амира Хаттаба. Газета «Известия» (13.05.2002) называет Гочияева воспитанником Карачаево-Черкесского джамаата и его лидера Рамазана Борлакова. Затем с 1997 года Гочияев стал лидером ваххабитов в Карачаевске, муллой (имамом) мечети, которая располагалась в переоборудованной в 1998 году бильярдной. Он направлял прихожан в лагеря Хаттаба и Багаутдина Кебедова, его сторонники создавали новые ваххабитские организации в республике.
В феврале 1999 года в Карачаевске произошло первое вооруженное столкновение между ваххабитами и милицией, тогда был застрелен Мансур Абаев, брат жены Гочияева. У ваххабистских активистов были проведены обыски, задержали свыше 30 человек, среди них и Гочияева, однако большинство из них вскоре отпустили, Гочияев же провел в СИЗО почти два месяца — всплыло дело о дезертирстве. Пока шло расследование, его выпустили в мае 1999 года под подписку о невыезде, которую Гочияев нарушил (в августе 1999 года Ю. Латынина указывает его появление в Москве). Приехав в Москву, он вместе с Сайтаковым занялся подготовкой терактов. Они покинули Москву 13 сентября.
8-16 сентября 1999 года вместе со своими сообщниками Юсуфом Крымшамхаловым, Адамом Деккушевым, Денисом Сайтаковым, Хакимом Абаевым и др. организовал серию террористических актов — взрывы многоквартирных жилых домов в Москве и Волгодонске. Признан судом одним из организаторов взрывов 8 и 13 сентября 1999 года в Москве (как отмечается, его авторитет после этого среди соратников был очень высок). Назывался главным подозреваемым в организации взрывов в Москве и Волгодонске, за его поимку было обещано 3 млн долларов. Как сообщает Павел Евдокимов: «Инициатор создания диверсионной группы — араб Абу Умар. Непосредственным руководителем террористов был Гочияев А. В роли эксперта по взрывному делу выступал Сайтаков Д.».
По свидетельству Ахмеда Талбеева, Гочияев примкнул к ваххабитам и действовал с ними из-за имевшихся у него проблем.
В 2002 году бывший офицер ФСБ Александр Литвиненко заявил, что через посредников якобы связался с Гочияевым. По словам Литвиненко, Гочияев утверждал, что его подставили. В 2003 году правозащитник Лев Левинсон заявил, что обещанные Александром Литвиненко плёнки с показаниями Гочияева так и не были предоставлены общественной комиссии под председательством С. Ковалёва. Левинсон пояснил, что была предоставлена только стенограмма, «неизвестно кем напечатанная». Как сообщает Юлия Латынина, «в 2003-м через Удугова в Турции он просил 3 миллиона долларов у эмиссара Березовского за то, чтобы рассказать, что это всё (взрывы) устроили кровавые чекисты».
В начале 2000 года Гочияев вновь появился в Карачаевске, где на общем собрании Карачаевского джамаата, возглавляемого преемником Р. Борлакова Х. Салпагаровым, объявил себя амиром в республике, назначенным Хаттабом. Кроме того, он заявил, что тот выделил ему 2 миллиона долларов на проведение терактов на территории Северного Кавказа против русского мирного населения.
По мнению следствия, в 2000 году Гочияев совместно с Салпагаровым организовали два взрыва в Пятигорске, 6 октября и 8 декабря. Однако вскоре Салпагаров и Гочияев разошлись в видении дальнейших действий возглавляемого ими карачаевского джамаата: Салпагаров возглавил курс на вооружённое восстание в Карачаево-Черкесии, Гочияев же считал это преждевременным и настаивал на продолжении проведения терактов. Следователи и оперативники ФСБ выяснили, что именно Гочияев и его соратники организовали три синхронных взрыва на Ставрополье 24 марта 2001 года. Через задержанного при проведении одного из них Арасула Хубиева правоохранительным органам удалось раскрыть Карачаевский джамаат и, проведя серию арестов, сорвать готовившееся на лето 2001 года амирами Салпагаровым в Карачаево-Черкесии и братьями Беккаевыми в Кабардино-Балкарии исламистское вооружённое восстание в своих республиках.
Заместитель генерального прокурора России Николай Шепель в интервью «Известиям» в январе 2006 года отмечал, что в ходе расследования серии терактов в Ставропольском крае в 2001 году выяснилось, что Ачимез Гочияев получил от Хаттаба два миллиона долларов на подготовку и осуществление этих терактов, однако в нарушение предварительных договоренностей с исполнителями не расплатился, а исчез вместе с деньгами.
В настоящее время находится в федеральном и международном розыске. «Легендарный Ачимез Гочияев, причастный к взрыву домов в Москве осенью 1999 года и возглавляющий ныне фундаменталистское подполье в республике. Руководство МВД Карачаево-Черкесии в начале этого года публично подтвердило, что Гочияев жив и дееспособен», — отмечает о нём газета «Время Новостей» (22.03.2007). Как пишет Ирина Бороган (23.01.2008), «после нескольких успешных операций компетентных органов КЧР против ваххабитов, скрылся за границей. О местонахождении Гочияева с 2002 г. ничего неизвестно, но и о смерти его не сообщалось. В конце 2004 г. появились непроверенные сведения о том, что Гочияев жив, попеременно находится то в Чечне, то на территории КЧР и готовится к новым терактам». По информации Ю. Латыниной (2010), после того как Гочияев скрывался в Панкисском ущелье, он перебрался в Турцию.